# Насретдинов, Турди
Турди Насретдинов — советский хозяйственный, государственный и политический деятель.

## Биография
Родился в 1934 году в Самаркандской области. Член КПСС.
С 1950 года — на хозяйственной, общественной и политической работе. В 1950—1985 гг. — учитель начальных классов школы № 5 Нарпайского района, первый секретарь Нарпайского райкома комсомола, председатель Нарпайского райисполкома, первый секретарь Пахтачийского, Хатырчинского райкомов партии, первый секретарь Пастдаргомского райкома КП Узбекистана.
Избирался депутатом Верховного Совета Узбекской ССР 10-го созыва.
Умер в 1999 году.